# Eustacesia
Eustacesia albonotata es una especie de araña araneomorfa de la familia Araneidae. Es el único miembro del género monotípico Eustacesia. Es originaria de Guyana.